# Rocco Buttiglione

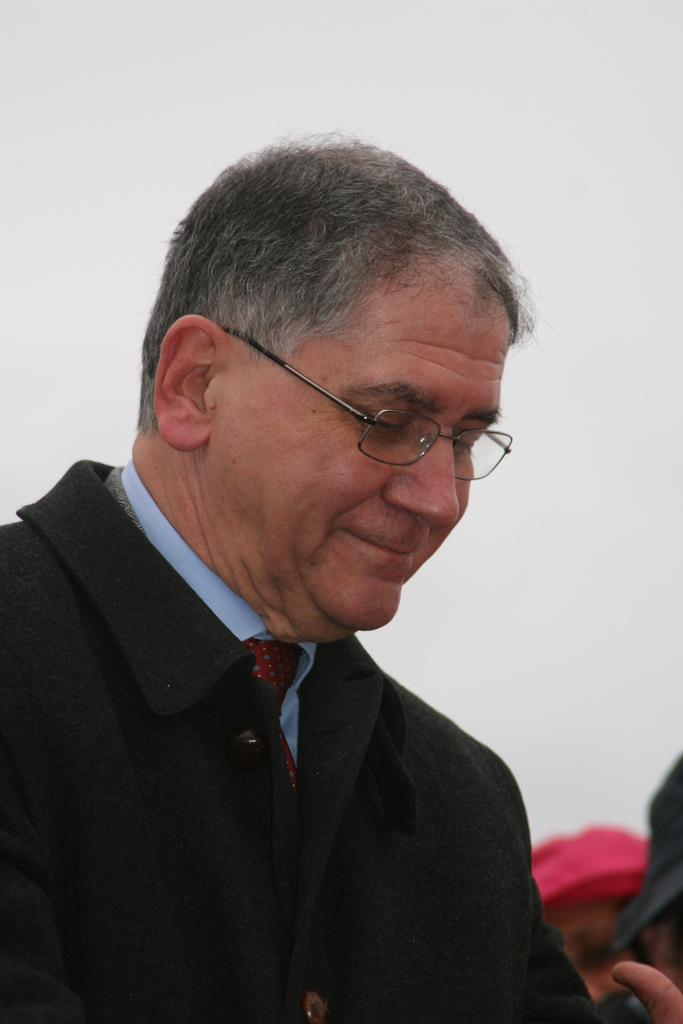
Rocco Buttiglione (2009)

Rocco Buttiglione (* 6. Juni 1948 in Gallipoli, Apulien) ist ein italienischer Politiker der Unione di Centro (UdC) mit engen Verbindungen zum Vatikan. Im zweiten und dritten Kabinett Silvio Berlusconis war er Europaminister (2001–2005) und Kulturminister (2005–2006). Von Mai 2008 bis März 2013 amtierte er als einer von vier Vizepräsidenten der italienischen Abgeordnetenkammer.

## Leben

### Wissenschaftliche Tätigkeit
Er besuchte das Massimo-D’Azeglio-Lyzeum in Turin, wo er 1966 die Reifeprüfung ablegte. Anschließend studierte er Rechtswissenschaft in Turin und Rom. Seine Abschlussarbeit befasste sich mit der Geschichte der politischen Doktrinen. 1972 wurde er Assistent am Lehrstuhl für die Geschichte der politischen Doktrinen der Universität Rom. 1973 wechselte er an die Universität Urbino.
1982 veröffentlichte er ein Buch über das philosophische Denken Papst Johannes Pauls II., lernte dafür Polnisch. 1986 habilitierte er sich als Professor für politische Philosophie an der Universität Teramo. Im gleichen Jahr gründete er mit Josef Seifert die Internationale Akademie für Philosophie des Fürstentums Liechtenstein, wo er bis 1994 Philosophie, Sozialethik, Wirtschaft und Politik lehrte und Prorektor war. Zuletzt war er Professor für Politikwissenschaft an der Freien Universität St. Pius V. in Rom. 1993 wurde er in die päpstliche Sozialakademie berufen und war seither persönlicher Berater Johannes Pauls II.

### Politik
Im Juli 1994 wurde er zum Vorsitzenden der Partito Popolare Italiano (PPI) gewählt. Er gehörte der italienischen Abgeordnetenkammer während der drei Legislaturperioden von 1994 bis 2006 an. Als die Mehrheit der PPI dafür votierte, sich dem Mitte-links-Bündnis L’Ulivo unter Romano Prodi anzuschließen, verließ Buttiglione mit dem konservativen Flügel die Partei und gründete im Juli 1995 die Partei Cristiani Democratici Uniti (CDU), denen er anschließend vorstand. Die CDU bildete eine Fraktionsgemeinschaft mit dem Centro Cristiano Democratico (CCD) von Pier Ferdinando Casini und Clemente Mastella und beteiligte sich 1996 am Mitte-rechts-Bündnis Polo per le Libertà von Silvio Berlusconi. 1998 schlossen sich Buttiglione und seine CDU wie auch ein Teil der CCD unter Mastella der vom ehemaligen Staatspräsidenten Francesco Cossiga gegründeten Unione Democratica per la Repubblica (UDR) an. Buttiglione war neben Carlo Scognamiglio Pasini Ko-Präsident der UDR. Diese zerbrach im Februar 1999 und Buttiglione belebte die CDU wieder.
Als einer von zwei Vertretern seiner Partei wurde er bei der Europawahl im Juni desselben Jahres in das Europäische Parlament gewählt, dem er bis 2001 angehörte. Er schloss sich dort der christdemokratischen EVP-ED-Fraktion an und war Mitglied des Ausschusses für bürgerliche Freiheiten, Justiz und Inneres, der Delegation für die Beziehungen zu den Ländern Mittelamerikas und Mexiko sowie des nichtständigen Ausschusses für Humangenetik und andere neue Technologien in der modernen Medizin. Nach dem Wahlsieg des Mitte-rechts-Bündnisses Casa delle Libertà bei der Parlamentswahl 2001 (Buttiglione gewann den Wahlkreis Mailand 10) war er von Juni 2001 bis April 2005 Europaminister und von April 2005 bis Mai 2006 Kulturminister in den Regierungen Berlusconi II und III. Die beiden christdemokratischen Parteien CDU und CCD fusionierten im Dezember 2002 zur Unione dei Democratici Cristiani e Democratici di Centro (UDC; später nur noch Unione di Centro genannt), als dessen Presidente (protokollarischer, aber nicht operativer Parteivorsitzender) er bis 2014 fungierte.
2002 ermittelte die Staatsanwaltschaft von Monaco wegen des Verdachts der Geldwäsche zugunsten seiner Partei gegen Buttiglione. Es wurde jedoch kein Beweis dafür gefunden, dass er gegen monegassisches Recht verstoßen hat. Gianpiero Catone, ein leitender Mitarbeiter Buttigliones, wurde in Italien wegen betrügerischen Bankrotts angeklagt. Gegen diesen wird zudem wegen des Verschwindens mehrerer Millionen Euro aus italienischen und EU-Fonds ermittelt.
Im August 2004 nominierte ihn Italien als Vizepräsidenten der Europäischen Kommission, er sollte in der Kommission Barroso I für Justiz, Freiheit und Sicherheit zuständig sein. Mit seinen Ansichten über Homosexuelle und zur Stellung der Frau in der Gesellschaft während einer Anhörung im EU-Parlament sorgte er Anfang Oktober für Aufregung. Er hatte in seiner Anhörung erklärt, dass er als Katholik homosexuelle Handlungen zwar für eine Sünde halte, als überzeugter Europäer die Rechte von Schwulen und Lesben aber verteidigen würde. Diese Äußerung führte dazu, dass er als erstes designiertes Mitglied der ab November 2004 amtierenden EU-Kommission von einem Ausschuss der EU abgelehnt wurde. Er verzichtete schließlich freiwillig auf das Amt.
Bei der Parlamentswahl im April 2006 errang Buttiglione einen Sitz im Senat. Im Mai desselben Jahres kandidierte er bei den Bürgermeisterwahlen von Turin, erhielt jedoch nur 29,5 % und verlor gegen den Amtsinhaber Sergio Chiamparino (66,6 %). Für die UdC wurde er bei der vorgezogenen Parlamentswahl 2008 wieder in die Abgeordnetenkammer gewählt, in der er während der Legislaturperiode bis 2013 einer der vier Vizepräsidenten war. Nach seiner Wiederwahl als Abgeordneter 2013 war er von April 2015 bis Dezember 2016 stellvertretender Vorsitzender der gemeinsamen Fraktion von UdC und Nuovo Centrodestra (NCD). Nach 24 Jahren (sechs Legislaturperioden) im Parlament trat Buttiglione 2018 nicht mehr für eine Wiederwahl an.
Buttiglione ist verheiratet und hat vier Kinder. Er spricht Italienisch, Deutsch, Englisch, Französisch, Polnisch, Portugiesisch und Spanisch. Sein politisches Vorbild ist Helmut Kohl.

## Auszeichnungen
Die Katholische Universität Lublin verlieh Buttiglione im Mai 1994 die Ehrendoktorwürde.

## Werke
- Dialettica e Nostalgia. Jaca Book, Milano 1978.
- La crisi dell’economia marxista: Gli inizi della scuola di Francoforte. Ed. Studium, Rom 1979.
- Il pensiero di Karol Wojtyla. Jaca Book, Milano 1982.
- Ethik der Leistung. Busse Seewald, Herford 1988, ISBN 3-512-00835-6.
- La crisi della morale. Dino, Roma 1991.
- Die Verantwortung des Menschen in einem globalen Weltzeitalter. Winter, Heidelberg 1996, ISBN 3-8253-0453-1.
- Wie erkennt man Naturrecht? Winter, Heidelberg 1998, ISBN 3-8253-0675-5.
- Europa - ein neuer Anfang. Identität, Kultur, Dialog. (= Geist und Gegenwart). Be+Be Verlag, Heiligenkreuz im Wienerwald 2023, ISBN 978-3-903602-81-6.